# 南方馬拉卡南宮
南方馬拉卡南宮（英文：Malacañang of the South， 他加祿文：Malacañang sa Habagatan）又稱達沃總統禮賓府（Presidential Guest House in Davao）或帕纳坎南（Panacañang）, 是菲律賓政府位於達沃市帕纳坎區的禮賓府。是菲律賓總統於棉蘭老島的官邸。

## 歷史
南方馬拉卡南宮是由總統格洛麗亞·馬卡帕加爾-阿羅約設立。於2005年，總統辦公室購入國家公務及公路局於達沃市的一個物業，並且興建一棟兩層的禮賓府。禮賓府於2007年落成 。
南方馬拉卡南宮的原意是讓菲國總統在訪問達沃和周邊地區時有一個地方居住，但是，阿羅約只在南方馬拉卡南宮住過一次，而貝尼格諾·阿基諾三世則把南方馬拉卡南宮當作訪問時的集合地方。
現任總統羅德里戈·杜特地已說過會定期使用南方馬拉卡南宮，並在那裡開內閣會議。

## 设施
南方馬拉卡南宮有八間有調溫功能的房間，以便接待總統，總統下屬和貴賓。除此之外，南方馬拉卡南宮亦有會議室和總統的辦公地方。
南方馬拉卡南宮亦有給予國營電視台運作的地方